# Kil (commune)
Pour les articles homonymes, voir KIL.
La commune de Kil est une commune suédoise du comté de Värmland. Environ 12050  personnes y vivent (2020). Son chef-lieu se situe à Kil.

## Localités principales
- Fagerås
- Högboda
- Kil